# Chislet
Chislet is een civil parish in het bestuurlijke gebied City of Canterbury, in het Engelse graafschap Kent.
Chislet werd reeds vermeld in het Domesday Book van 1086. Indertijd telde men er een bevolking van 154 huishoudens, een aanzienlijk cijfer voor die tijd.